# 天下雜誌
《天下雜誌》是台灣第一份以財經為導向的專業新聞雜誌。創立於1981年6月1日，正逢美國和中華民國斷交之時，當時擔任《華爾街日報》駐台灣記者的殷允芃認為台灣需以經濟發展走出困境，因而與高希均、王力行共同創辦該雜誌。刊頭「天下」二字取自中華民國國父孫中山墨寶，寓意天下為公。
《天下雜誌》創刊第五年，三位創辦人分家，殷允芃繼續領導《天下雜誌》、高希均和王力行專注《遠見雜誌》與天下文化；當時主要是路線之別，殷允芃強調走新聞媒體專業、並以台灣為優先，高希均希望更專注企業經營、甚至擴展至中國大陸。

## 簡介
《天下雜誌》主要報導台灣經濟金融、企業經營、產業趨勢等新聞。報導內容以財經為經，社會環境、人文教育及環境保護為緯。《天下雜誌》會定期推出「兩千大企業排名」（原千大企業調查）、「台灣最佳聲望標竿企業調查」、「天下企業公民獎CSR」」、「兩岸三地一千大調查」、「幸福城市大調查」等調查。
《天下雜誌》創刊時採月刊形式發行，自第254期（2002年7月1日發行）改為半月刊，第338期（2006年1月4日發行）起再改為雙週刊迄今、每隔週週三出刊。
2013年，《天下雜誌》推出公共論壇網站《獨立評論＠天下》。
2014年底，推出創新學院，收攬天下雜誌群各類好內容，企劃專題內容，邀請國際大師、企業講師與業界專家分享關於國際趨勢、領導管理、創新未來與科技應用等學習課程，引領微學習風潮，打造專為企業經理人所設計的學習平台，協助職場專業人士能隨時隨地透過多元方式學習，最著名的有《天下TALK》系列音頻課程。
2015年，《天下雜誌》推出以面向青年，以海外青年書寫觀點為主的網路子頻道《換日線 Crossing》，推出後成為台灣新興網路媒體，並於隔年2016在網友連署下推出紙本，目前已成為固定季刊。
2017年3月推出《天下全閱讀》服務：《天下雜誌》以文字、圖表、影片、音頻等多元呈現的內容打造的訂閱制服務，透過網站與app將《天下雜誌》當期全文、深度數位專題、影音主題報導、每日報(每日新聞即時解讀)等的各類好新聞提供給訂閱者，是台灣第一個推出數位內容付費的雜誌媒體。
2018年10月推出《天下雜誌APP》，屢次占據APP新聞雜誌類排行榜第一名，《行動閱讀天下》的最佳幫手，可依照讀者愛好，以不同方式（如聽）閱讀新聞，同時還有每日編輯精選，直接掌握重點；針對喜愛紙本閱讀體驗的讀者，也提供最新雜誌全文，還能當作資料庫查詢從1981年創刊後的所有雜誌文章，還能用搜尋快速探索你感興趣的議題；一鍵收藏稍後再看，連貫零碎時間的行動閱讀。
2018年發表《天下》數位創新報告，持續自我挑戰、轉型突圍，找到「內容有價」的新商業模式。
2024年12月28日，子公司《親子天下》雜誌宣布將於12月發行最後一期紙本雜誌，並於2025年全面轉型為數位服務。此數位轉型計劃名為「親子天下 Premium」，其目的是整合內容服務與數位工具，為年輕父母提供全方位的育兒支援，包含精選資訊、AI育兒助手、學校選擇資料庫等功能。

### 品牌活動
發展經濟最終的目的，是為了追求高品質和幸福的生活，因此自2010年起天下開始舉辦CWEF(天下經濟論壇)廣邀各界精英來台，以亞洲為起點，搭建影響力對話平台，這8年來，亞洲影響力日益擴增、世界相互依賴、極端氣候、M型社會與貧富差距拉大等核心趨勢，與6年前一樣。不同的是，科技、市場、與大自然三股力量交互作用下，世界變化越來越快速，「永續」成為最重要的課題。天下經濟論壇，匯聚全球15國、200位產官學界菁英講者的智慧，號召3,000位決策者共同參與，期盼藉此，集思廣益， 貢獻卓見，加強合作，聚集力量，提出具有亞洲觀點的發展模式。每年舉辦夏季與冬季兩場。

## 編輯背景
- 總編集長：殷允芃，愛荷華大學新聞傳播碩士、國立政治大學名譽文學博士，曾任美國費城詢問報記者、合眾國際社記者、紐約時報駐華記者、亞洲華爾街日報駐華特派員，亦曾任第一、二、三屆國統會委員、國發會、文復會委員及經發會委員。曾獲有「亞洲諾貝爾獎」之稱的麥格塞塞新聞獎。

## 評價
《天下雜誌》曾獲得包括「SOPA」、「金鼎獎」與「吳舜文新聞獎」等獎項。該雜誌旗下的網路媒體「天下網站」曾獲得「金手指網路金獎」及APA亞洲出版經營大獎等。
2007年8月，天下雜誌出刊的「宅世代」的專題報導，被批評過度延伸，不認同其將日文中的御宅族，定義為善於使用網路的世代。
2013年9月4日，台南高分檢檢察官黃朝貴在個人臉書指出，天下雜誌從民國一百年起，多次標到台南市政府多項文宣案，因而質疑該雜誌對台南市長的民調。此說法再次挑起台灣媒體和政府文宣關係的爭議，天下雜誌要求檢察官澄清，台南市政府同時駁斥，黃朝貴後來公開道歉。 
2015年11月，天下子網站獨立評論@天下，發生中研院法律學研究所副研究員黃丞儀評論馬習會的文章，刊登後才被撤稿事件，在社群媒體掀起軒然大波，許多專欄作者紛紛表明退出。天下雜誌聲明，有鑑於「馬習會」屬於重大公共議題，需要讓社會大眾有相對嚴謹與完整的理解。 

## 獎項
| 年份   | 獲提名                                     | 獎項                       | 結果 |
| ------ | ------------------------------------------ | -------------------------- | ---- |
| 2017年 | 調查報導：農地上的世界冠軍                 | 卓越新聞獎                 | 獲獎 |
| 2017年 | 調查報導：農地上的世界冠軍                 | SOPA 新聞報導創新獎首獎    | 獲獎 |
| 2017年 | 調查報導：農地上的世界冠軍                 | 第41屆金鼎獎最佳數位內容獎 | 獲獎 |
| 2022年 | 最新台灣疫情關鍵數字                       | 第46屆金鼎獎最佳數位創新獎 | 獲獎 |
| 2022年 | 不能遺忘的 49 條生命——重建0402太魯閣號事故 | SOPA 新聞報導創新獎首獎    | 獲獎 |
| 2022年 | 最危險的海峽：共機為何轉向台灣西南角？     | SOPA 新聞報導卓越圖像首獎  | 獲獎 |
| 2022年 | 最危險的海峽：共機為何轉向台灣西南角？     | 曾虛白新聞獎數位創新       | 獲獎 |
| 2022年 | 廢土流浪記                                 | SOPA 新聞報導卓越影音優勝  | 獲獎 |
| 2023年 | 最新圖解 中國 72 小時「封台」軍演          | SOPA 新聞報導卓越圖像首獎  | 獲獎 |
| 2024年 | 天下雜誌                                   | 第48屆金鼎獎財經時事雜誌   | 獲獎 |
| 2024年 | 白領詐騙                                   | 第48屆金鼎獎雜誌專題報導獎 | 獲獎 |

## 調查

### 企業
- 2000大企業調查: 天下雜誌每年進行市場調查，依企業營收、市值、成長率、市場佔有率、創新能力、治理水平等多項指標評比，提供台灣企業排名。記錄台灣產業與企業發展，呈現市場趨勢，為洞察台灣經濟的指標之一。

### 治理
- 天下雜誌縣市長滿意度：為天下雜誌幸福城市排行榜專題中的其中一個調查項目，幸福城市排行榜通常以五大面向「經濟力」、「環境力」、「教育力」、「社福力」、「施政力」，作為排行之標準。

## 外部連結
- 天下雜誌官方網站（页面存档备份，存于）
- 天下雜誌英文官方網站 （页面存档备份，存于）
- 天下雜誌的Facebook專頁
- 天下雜誌的新浪微博
- YouTube上的天下雜誌頻道
- 聽天下：天下雜誌Podcast （页面存档备份，存于）
- 天下永續公民獎
- 天下學習 （页面存档备份，存于）